# Olijfgroene réunionbrilvogel
De olijfgroene réunionbrilvogel (Zosterops olivaceus) is een zangvogel uit de familie Zosteropidae (brilvogels).

## Verspreiding en leefgebied
De soort is endemisch op het eiland Réunion in het westen van de Indische Oceaan.

## Status
De grootte van de populatie wordt geschat op 67.000-100.000 volwassen vogels. Op de Rode lijst van de IUCN heeft deze soort de status niet bedreigd.